# Хюблинген
Хюблинген (нем. Hüblingen) — община в Германии, в земле Рейнланд-Пфальц. 
Входит в состав района Вестервальд. Подчиняется управлению Реннерод.  Население составляет 306 человек (на 31 декабря 2010 года). Занимает площадь 4,50 км².